# Teenage Mutant Hero Turtles: Fall of the Foot Clan
Teenage Mutant Hero Turtles: Fall of the Foot Clan, pubblicato in Giappone semplicemente come Teenage Mutant Ninja Turtles (ティーンエイジ・ミュータント・ニンジャ・タートルズ?, Tīneiji Myūtanto Ninja Tātoruzu) e in America settentrionale come Teenage Mutant Ninja Turtles: Fall of the Foot Clan, è un videogioco d'azione e a piattaforme del 1990 sviluppato e pubblicato da Konami per Game Boy. Il videogioco, basato sulla serie televisiva Teenage Mutant Ninja Turtles, è il primo titolo della serie a essere pubblicato per la console portatile Nintendo.

## Modalità di gioco
Fall of the Foot Clan è un platform in cui è possibile impersonare una delle quattro Tartarughe Ninja: Leonardo, Michelangelo, Raffaello e Donatello. Lo scopo del gioco è quello di combattere contro Krang e Shredder per salvare April O'Neil.